# Колемчиці
Колемчиці (або Кулемчиці, пол. Kolemczyce) — село в Польщі, у гміні Дорогуськ Холмського повіту Люблінського воєводства. Населення — 13 осіб (2011).

## Історія
.

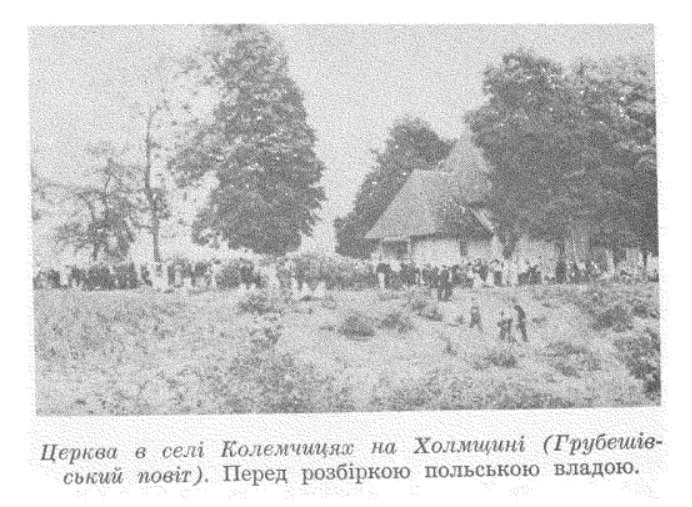
Церква в селі Колемчиці, Грубешівського повіту

Руйнування православної церкви в Кулемчицях польською владою, біля 1938 року

1620 року вперше згадується православна церква в селі.
За даними етнографічної експедиції 1869—1870 років під керівництвом Павла Чубинського, населення села становили греко-католики, які розмовляли українською та польською мовами.
У липні-серпні 1938 року польська влада в рамках великої акції руйнування українських храмів на Холмщині і Підляшші знищила місцеву православну церкву.
У 1975—1998 роках село належало до Холмського воєводства.

## Демографія
Демографічна структура станом на 31 березня 2011 року:
|          | Загалом | Допрацездатний вік | Працездатний вік | Постпрацездатний вік |
| -------- | ------- | ------------------ | ---------------- | -------------------- |
| Чоловіки | 6       | 0                  | 6                | 0                    |
| Жінки    | 7       | 1                  | 4                | 2                    |
| Разом    | 13      | 1                  | 10               | 2                    |